# Адамс, Сэмюэл (старший)
Сэмюэл Адамс-старший (англ. Samuel Adams Sr. 16 мая 1689 — 1748) — американский пивовар, отец отца-основателя США и губернатора Массачусетса Сэмюэля Адамса и троюродный дядя 2-го президента США Джона Адамса.

## Биография
Сэмюэл Адамс-старший родился 16 мая 1689 года в семье капитана Джона Адамса (1661—1702) и его жены Ханны Адамс (урождённой Уэбб). Его отец приходился родным братом Джозефу Адамсу-младшему (1654—1737), который был дедом президента США Джона Адамса. Сэмюэл Адамс-старший был внуком Джозефа Адамса-старшего (1626—1694) и правнуком Генри Адамса (1583—1646), который эмигрировал из Брейнтри в колонию Массачусетского залива примерно в 1638 году.
В 1712 году 23-летний Адамс смог позволить себе приобрести большой особняк в Бостоне. В 1713 году году он женился на Мэри Файфилд (1694—1748), от которой у него было двенадцать детей в семье, в том числе отец-основатель США и губернатор Массачусетса Сэмюэл Адамс (1722—1803). Адамс владел компанией, производившей солод, а также верфью. Кроме того, он был мировым судьёй и с марта 1729 года — членом городского правления.
Адамс был членом Бостонского кокуса вместе с Элишей Куком.
В 1740 году Сэмюэл Адамс-старший помог создать Земельный банк в колонии Массачусетского залива, используя бумажные деньги для развития торговли при дефиците золотых и серебряных монет. В июле 1741 года банк был закрыт законопроектом Палатой общин. Из-за закрытия банка Адамс финансово пострадал. Несмотря на это, он одолжил сыну 1000 фунтов, пытаясь помочь ему начать своё дело; эти деньги, однако, Сэмюэл-младший вскоре потерял, одолжив их другу.
Сэмюэл Адамс-старший скончался в 1748 году в возрасте 59 лет. Он оставил сыну крупные долги.

## Семья
В браке Сэмюэл Адамс-старший и Мэри Файфилд имели двенадцать детей, трое из которых выжили:
- Аарон Адамс (1713—1740)
- Ричард Адамс (1715—1716)
- Мэри Адамс (1717—1767) — вышла замуж за Джеймса Аллена (1708—1755).
- Ханна Адамс (1720—1721)
- Сэмюэл Адамс (1722—1803) — отец-основатель США и Губернатор Массачусетса с 1793 по 1797 год.
- Джон Адамс (1724—1726)
- Джон Адамс (1727—1738)
- Джозеф Адамс (1728—1762)
- Томас Адамс (1731—1732)
- Сара Адамс (1733—1734)
- Эбигейл Адамс (1735—1736)
- Мехитабель Адамс (1740—1741)